# Santo vs. la hija de Frankenstein
Série
Misión suicida
(1973) Magie noire à Haïti
(1972)
Pour plus de détails, voir Fiche technique et Distribution.
Santo vs. la hija de Frankenstein est un film mexicain réalisé en 1971 par Miguel M. Delgado. 
Il est le 34e film  de la série des Santo, el enmascarado de plata.

## Fiche technique
- Titre original : Santo vs. la hija de Frankenstein
- Titre anglais ou international : Santo vs. Frankenstein's Daughter
- Réalisation : Miguel M. Delgado
- Scénario : Fernando Osés
- Musique : Gustavo César Carrión
- Pays d’origine :  Mexique
- Langue originale : espagnol
- Format : couleur — 35 mm — son Mono
- Genre : action
- Durée : 97 minutes
- Dates de sortie :
  - Mexique : 10 août 1972

## Distribution
- El Santo : Santo
- Gina Romand : Dr. Freda Frankenstein
- Roberto Cañedo : Dr. Yanco
- Carlos Agostí : Don Elías
- Sonia Fuentes : Elsa